# Everlyne Makuto
Everlyne Makuto (ur. 25 sierpnia 1990) – kenijska siatkarka, reprezentantka kraju, grająca jako przyjmująca. Obecnie występuje w drużynie Kenya Prisons.